# Luís Campos (football)
Pour les articles homonymes, voir Luís Campos et Campos.
Luís Campos, né le 6 septembre 1964 à Esposende, est un entraîneur et directeur sportif portugais de football.
Après une première partie de carrière relativement modeste d'entraîneur au Portugal, de 1992 à 2005, il débute en 2010 auprès de José Mourinho au Real Madrid une carrière de conseiller et de recruteur. Il travaille ensuite notamment à l'AS Monaco et au LOSC Lille. Il travaille depuis 2022 pour le Paris Saint-Germain en tant que conseiller football puis est promu en 2025 conseiller sportif de l'ensemble des clubs détenus par Qatar Sports Investments.

## Biographie

### Début sur les bancs portugais
Comme son compatriote José Mourinho, Luis Campos voit ses espoirs de mener une carrière de footballeur professionnel rapidement s'éteindre. Il se replie sur des études d'éducation physique, à la même époque que Mourinho. Campos intègre son premier staff technique en tant que préparateur athlétique du club d'Espinho, alors en première division.
Après avoir obtenu son diplôme d'éducateur sportif et physique à la faculté de Porto, il devient « professor » à l'instar des José Mourinho, Carlos Queiroz ou encore plus récemment Rui Almeida.
À 27 ans, Campos est nommé entraîneur de l'União Desportiva de Leiria, alors qu'il enseigne en parallèle jusqu'ici.
Luis Campos a ensuite une tendance à terminer la saison sur un autre banc que celui où il la démarre. Il change ainsi cinq fois d'employeurs entre 1998 et 2005. Il sillonne le pays et devient notamment l’entraîneur de Penafiel, de Gil Vicente, du Vitoria de Setubal ou encore de Varzim et de Beira-Mar. Campos obtient néanmoins la réputation de faire pratiquer un jeu agréable à regarder à ses équipes de bas de tableau.
Après la dernière expérience à Beira Mar en 2005, Campos prend son recul des terrains. Il conseille des clubs tout en commercialisant équipements et DVD liés à l'entraînement.

### Conseiller au plus haut niveau
En 2010, lorsque José Mourinho arrive au Real Madrid, Luis Campos le suit. Ce dernier est nommé adjoint chargé d'étudier le jeu et la stratégie sportive des adversaires de Ligue des champions, mais aussi de prospecter pour le recrutement.
En 2013, il ne suit pas Mourinho à Chelsea mais devient conseiller du président à l'AS Monaco chargé de la politique sportive du club. À l'ASM, Campos introduit un logiciel haut de gamme pour la recherche et le suivi d'éventuelles recrues. Il introduit aussi le modèle du FC Porto : cibler les meilleurs espoirs, les développer, pour éventuellement les revendre au prix fort. En août 2014, il est nommé directeur technique du club monégasque pour permettre un lien entre le staff technique et la direction du club. En juin 2016, il annonce sa démission de son poste de conseiller spécial du président de l'AS Monaco, Vadim Vasilyev. Un an après son départ, l'équipe qu'il construit en trois ans (Bernardo Silva, Rony Lopes, Fabinho, Joao Moutinho et Thomas Lemar) rompt la domination du PSG et est sacrée championne de France 2016-2017.
Alors proche de devenir le nouveau directeur sportif de l'Olympique de Marseille en octobre 2016, il devient finalement conseiller sportif auprès de Gérard Lopez, en négociation exclusive pour racheter le LOSC Lille. Comme à Monaco, Campos construit un effectif en trois ans (2017-2020), participant aux venues de Renato Sanches, Ikoné, Fonte, Bamba ou encore Osimhen, Yilmaz et André, qui est sacré champion un an après son départ, en 2021, seulement la seconde équipe à devancer le PSG en Ligue 1 après son Monaco en 2017.
Après son départ du Nord de la France, il occupe des fonctions de consultant pour Mouscron et le Celta Vigo.
Depuis 2022 Luis Campos est devenu conseiller sportif au PSG.

## Méthode de travail

### Multi-casquette et recruteur ciblé
« C’est un mec qui a touché à tout. Il sait ce que c’est d’être entraîneur, directeur sportif, observateur et préparateur physique parce qu’il a créé des programmes de préparation physique. Il connaît les coulisses, l’administration et la direction d’un club », souligne Vilas, spécialiste du football portugais.
Expert du trading, Luis Campos se distingue notamment à Monaco et Lille par sa capacité à recruter des joueurs à prix raisonnables, avant d’en tirer de fortes plus-values à la vente quelques années plus tard,. Il est décrit comme un recruteur possédant cinquante noms minimum de joueurs à proposer pour chaque poste. Chaque joueur doit avoir été observé au moins à sept reprises, avant de faire l'objet du minutieux rapport qui va atterrir sur son bureau.

### Un homme discret
Trilingue portugais, français et espagnol, il crée avec un ancien entraîneur, Americo Magalhães, le T2P (Train to Play), un ensemble comprenant des méthodes d’entraînement et des équipements destinés au sport, afin d'optimiser les performances des équipes de football. Ce tacticien, décrit comme discret, ne considère pas que sa fonction nécessite d'être exposée dans les médias. C'est pourquoi il décline fréquemment les sollicitations des journalistes pour des entretiens.
Luis Campos ne veut pas du rôle de directeur sportif au sein des clubs, mais celui de conseiller du président. Un observateur de l'équipe de l'ASM prolonge le propos : « il veut tout savoir de ce qui se passe au club. Il veut tout maîtriser. Il analyse rapidement le personnel, l'entourage du club. Il va très vite pour cerner les gens mais il lui arrive aussi de devenir un peu parano. C'est un personnage qui peut devenir clivant ».

### Relations dans le football portugais
Luis Campos noue un fort lien d'amitié avec Jorge Mendes, un des agents de joueurs les plus puissants de la planète football.
Campos noue un lien fort avec José Mourinho. Les deux hommes ont des parcours initiatiques aux contours similaires : parcours de joueur avorté, reconversion comme professeur d'éducation physique à la même époque puis entraîneur de football professionnel. Campos croise alors régulièrement Mourinho au bord des terrains de l'élite portugaise. En 2012, il rejoint le staff technique du Real Madrid de son compatriote au poste de superviseur.

## Fonctions successives hors-entraîneur
| Période   | Club                | Fonction                            |
| --------- | ------------------- | ----------------------------------- |
| 2012-2013 | Real Madrid         | Adjoint superviseur                 |
| 2013-2016 | AS Monaco           | Conseiller puis directeur technique |
| 2017-2020 | Lille OSC           | Conseiller sportif                  |
| 2022-2023 | Celta de Vigo       | Conseiller sportif puis externe     |
| 2022      | Mouscron            | Conseiller sportif                  |
| 2022-     | Paris Saint-Germain | Conseiller football                 |